# Scandinavian Cup w biegach narciarskich 2012/2013
Scandinavian Cup w biegach narciarskich 2012/2013 – kolejna edycja tego cyklu zawodów.

## Kobiety

### Kalendarz i wyniki
| Lp  | Data            | Miejscowość                | Dystans              | 1. miejsce              | 2. miejsce              | 3. miejsce              |
| --- | --------------- | -------------------------- | -------------------- | ----------------------- | ----------------------- | ----------------------- |
| 1.  | 14 grudnia 2012 | Sjusjøen                   | 10 km s. dowolnym    | Astrid Jacobsen         | Tuva Toftdahl Staver    | Kari Øyre Slind         |
| 2.  | 15 grudnia 2012 | Sjusjøen                   | Sprint s. dowolnym   | Astrid Jacobsen         | Stina Nilsson           | Kathrine Rolsted Harsem |
| 3.  | 16 grudnia 2012 | Sjusjøen                   | 15 km s. klasycznym  | Britt Ingunn Nydal      | Astrid Jacobsen         | Sofia Bleckur           |
| 4.  | 4 stycznia 2013 | Östersund                  | 10 km s. klasycznym  | Martine Ek Hagen        | Britt Ingunn Nydal      | Sofia Bleckur           |
| 5.  | 5 stycznia 2013 | Östersund                  | Sprint s. klasycznym | Stina Nilsson           | Mari Eide               | Kari Vikhagen Gjeitnes  |
| 6.  | 6 stycznia 2013 | Östersund                  | 10 km s. dowolnym    | Martine Ek Hagen        | Ragnhild Haga           | Emilie Kristoffersen    |
| 7.  | 6 lutego 2013   | Madona                     | 5 km s. klasycznym   | Kjersti Bøe             | Kathrine Rolsted Harsem | Martine Ek Hagen        |
| 8.  | 7 lutego 2013   | Madona                     | 10 km s. dowolnym    | Kjersti Bøe             | Kathrine Rolsted Harsem | Martine Ek Hagen        |
| 9.  | 9 lutego 2013   | Joulumae Recreation Centre | Sprint s. klasycznym | Kari Vikhagen Gjeitnes  | Kathrine Rolsted Harsem | Triin Ojaste            |
| 10. | 10 lutego 2013  | Joulumae Recreation Centre | Sprint s. dowolnym   | Kari Vikhagen Gjeitnes  | Sophie Caldwell         | Linn Sömskar            |
| 11. | 22 lutego 2013  | Inari                      | 10 km s. klasycznym  | Tuva Toftdahl Staver    | Laura Ahervo            | Kari Vikhagen Gjeitnes  |
| 12. | 23 lutego 2013  | Inari                      | Sprint s. dowolnym   | Kathrine Rolsted Harsem | Jennie Öberg            | Barbro Kvåle            |
| 13. | 24 lutego 2013  | Inari                      | 15 km s. dowolnym    | Laura Ahervo            | Emilie Kristoffersen    | Astrid Øyre Slind       |

### Klasyfikacja
| Lp. | Zawodnik                | Punkty |
| --- | ----------------------- | ------ |
| 1.  | Kari Vikhagen Gjeitnes  | 766    |
| 2.  | Tuva Toftdahl Staver    | 514    |
| 3.  | Britt Ingunn Nydal      | 471    |
| 4.  | Kathrine Rolsted Harsem | 442    |
| 5.  | Astrid Øyre Slind       | 399    |
| 6.  | Emilie Kristoffersen    | 345    |
| 7.  | Ragnhild Haga           | 312    |
| 8.  | Astrid Jacobsen         | 280    |
| 9.  | Marte Monrad-Hansen     | 270    |
| 10. | Laura Ahervo            | 276    |

## Mężczyźni

### Kalendarz i wyniki
| Lp  | Data            | Miejscowość                | Dystans              | 1. miejsce             | 2. miejsce              | 3. miejsce       |
| --- | --------------- | -------------------------- | -------------------- | ---------------------- | ----------------------- | ---------------- |
| 1.  | 14 grudnia 2012 | Sjusjøen                   | 15 km s. dowolnym    | Finn Hågen Krogh       | Tord Asle Gjerdalen     | Anders Södergren |
| 2.  | 15 grudnia 2012 | Sjusjøen                   | Sprint s. dowolnym   | Finn Hågen Krogh       | Tomas Northug           | Didrik Tønseth   |
| 3.  | 16 grudnia 2012 | Sjusjøen                   | 30 km s. klasycznym  | Anders Aukland         | Lars Nelson             | Simen Østensen   |
| 4.  | 4 stycznia 2013 | Östersund                  | 15 km s. klasycznym  | Martin Johnsrud Sundby | Didrik Tønseth          | Eldar Rønning    |
| 5.  | 5 stycznia 2013 | Östersund                  | Sprint s. klasycznym | Teodor Peterson        | Juho Mikkonen           | Eldar Rønning    |
| 6.  | 6 stycznia 2013 | Östersund                  | 15 km s. dowolnym    | Martin Johnsrud Sundby | Anders Södergren        | Chris Jespersen  |
| 7.  | 6 lutego 2013   | Madona                     | 10 km s. klasycznym  | Hans Christer Holund   | Sindre Bjørnestad Skar  | Snorri Einarsson |
| 8.  | 7 lutego 2013   | Madona                     | 20 km s. dowolnym    | Sindre Bjørnestad Skar | Snorri Einarsson        | Eeri Vahtra      |
| 9.  | 9 lutego 2013   | Joulumae Recreation Centre | Sprint s. klasycznym | Tomas Northug          | Eirik Lorentsen         | Emil Nyeng       |
| 10. | 10 lutego 2013  | Joulumae Recreation Centre | Sprint s. dowolnym   | Tomas Northug          | Sindre Bjørnestad Skar  | Johan Edin       |
| 11. | 22 lutego 2013  | Inari                      | 15 km s. klasycznym  | Hans Christer Holund   | Kristian Tettli Rennemo | Snorri Einarsson |
| 12. | 23 lutego 2013  | Inari                      | Sprint s. dowolnym   | Tomas Northug          | Ole-Marius Bach         | Emil Iversen     |
| 13. | 24 lutego 2013  | Inari                      | 30 km s. dowolnym    | Snorri Einarsson       | Hans Christer Holund    | Lars Nelson      |

### Klasyfikacja
| Lp. | Zawodnik                | Punkty |
| --- | ----------------------- | ------ |
| 1.  | Tomas Northug           | 493    |
| 2.  | Snorri Einarsson        | 493    |
| 3.  | Hans Christer Holund    | 403    |
| 4.  | Sindre Bjørnestad Skar  | 369    |
| 5.  | Lars Nelson             | 286    |
| 6.  | Ronny Fredrik Ansnes    | 263    |
| 7.  | Finn Hågen Krogh        | 250    |
| 8.  | Anders Södergren        | 235    |
| 9.  | Eirik Lorentsen         | 224    |
| 10. | Kristian Tettli Rennemo | 223    |